# Fifi (kommun)
Fifi (franska: Fifi (CR), Fifi (Commune Rurale), arabiska: تزكان) är en kommun i Marocko.   Den ligger i provinsen Chefchaouen och regionen Tanger-Tétouan-Al Hoceïma, i den nordöstra delen av landet, 180 km nordost om huvudstaden Rabat. Antalet invånare är 7 720.